# 江上浩子
江上 浩子（えがみ ひろこ、1968年10月21日 -）は、熊本放送（RKK）の女性社員。かつては同局のアナウンサーや報道部キャスターもつとめた。

## 来歴・人物
熊本市出身。
熊本県立第二高等学校、活水女子大学卒業後、1991年熊本放送に入社。入社当初は営業部に所属していた。
その後2009年3月までアナウンサーを務めていたが、それまで報道部に所属していた岡村清香と入れ替わる形で同年4月に報道部に異動、報道記者及びキャスターとなる。
その後2021年4月1日付の人事異動でラジオ局に異動となり、ラジオ制作部長に就任。2025年の大規模な組織改編でも、部署名が変わり肩書が変更されたのみで実質留任となる。

## 担当番組
2025年6月現在

### ラジオ
- 江上浩子のニュース515（2021年3月29日 - ）

### テレビ
なし

## 過去の担当番組

### ラジオ
アナウンサー時代
- とんでるワイド 大田黒浩一のきょうも元気!
- よか2アミーゴ（水曜、1999年度）
- キムカズ・浩子のOh!昼もいちばん（2004年10月8日- 2005年4月1日）
- 毎度おなじみ鉢盛りラジオ（水曜、2004年後期 - 2005年3月30日）
- 小松士郎のラジオのたまご（2005年4月4日 - 2009年3月29日）
- おはよう文庫
- こころの扉

ラジオセクション異動後
- 糸永 大輔ラジオやってます（2021年4月3日 - 2022年、「イトダイ帰りの会」担当）

### テレビ
アナウンサー時代
- 週刊山崎くん（番組司会者）

報道記者時代
- 総力報道!NEWS LIVE くまもと（メインキャスター）
- 夕方いちばんNEWS（第2期メインキャスター（水曜～金曜））
- RKK NEWS JUST.（月曜～金曜18:15 - 18:55、メインキャスター（月曜～水曜））

#### 他局での出演
- くりぃむしちゅーの熊本どぎゃん!?（熊本県民テレビ、2025年8月8日）